# Hyperekplexie héréditaire
L'Hyperekplexie héréditaire se caractérise par des raideurs généralisées apparaissant immédiatement à la naissance et disparaissant spontanément à la première année de vie, d'un réflexe de tressaillement (réflexe du nouveau-né consistant en un sursaut général du corps avec écartement des bras et renversement de la tête en arrière) provoqué par un stimulus auditif et suivi d'une période prolongée de raideur après le réflexe de tressaillement. Cette pathologie a été décrite pour la première fois en 1966.
La plupart des enfants atteints ont des spasmes violents des membres avec hyperextension de la tête lors de la percussion de la pointe du nez. Les autres anomalies sont des mouvements anormaux des membres au cours du sommeil et des myoclonies hypnagogiques (état transitoire qui précède le moment de l'endormissement).
Des cas de morts subites ont été rapportés. L'intelligence est conservée.
Des mutations de cinq gènes sont connus comme responsables de cette pathologie: les mutations du gène GLRA1 sont responsables de 80 % des cas. les autres gènes en cause sont :SLC6A5, GLRB, GPHN et ARHGEF9.
La transmission est principalement sur le mode dominant. Le clonazepam est le traitement le plus efficace pour réduire les manifestations de cette maladie.

## Sources
- (en) Marina AJ de Koning-Tijssen, Mark I Rees, Hyperekplexia In GeneTests: Medical Genetics Information Resource (database online). Copyright, University of Washington, Seattle. 1993-2007